# 陳翀
陳翀（1466年—？年），字鳳揚，四川重庆府合州銅梁縣人，民籍。

## 生平
治《詩經》，行三，由國子生中式戊午科（1498年）四川鄉試第六十六名舉人，年四十三歲中式正德三年（1508年）戊辰科會試第二百四十二名，第三甲第二十八名進士。

## 家族
曾祖陈文清。祖父陈泰。父陈永禄。母周氏。永感下，兄陈翱、陳翰，判官。